# كونستانتينوس تسالداريس
كونستانتينوس تسالداريس ((بالإنجليزية: Konstantinos Tsaldaris)‏) قد كان سياسى و محامى من اليونان. شغل منصب رئيس وزراء اليونان.

## حياته
يعد كونستانتينوس تسالداريس من مواليد يوم 1 ابريل سنة 1884 في اسكندريه.

## الدراسة
قد درس في جامعة فلورنسا وجامعة اثينا وجامعة لندن وجامعة هومبولت ف بيرلين.

## العضويه
عضو فى:
- الجمعيه البرلمانيه لمجلس اوروبا

## وفاته
كونستانتينوس تسالداريس توفى في 1 يناير سنة 1970.